# Ponovljivost
Ponovljívost ali repetitívnost je lastnost kakovosti meritev, ki jih je izvedel posameznik ali merilna priprava na istem merjencu in pod enakimi pogoji. Meritev je ponovljiva, če je sprememba njenih rezultatov manjša od neke dogovorjene mejne vrednosti. Po napotkih za določevanje in izražanje negotovosti ameriškega Narodnega inštituta za standarde in tehnologijo (NIST) so pogoji za ponovljivost:
- enak merilni postopek,
- isti merilec,
- enaka merilna oprema, uporabljena pod enakimi pogoji,
- isto mesto meritev,
- ponovitev meritev po kratkem časovnem obdobju.

Standardni odklon pod pogoji ponovljivosti je del točnosti in natančnosti.
Sorodni pojem je obnovljivost, ki se nanaša na zmožnost, da se poskus točno obnovi ali ponovi s sistemom, ki deluje neodvisno.